# تامی یولدن
تامی یولدن (انگلیسی: Tommy Youlden؛ زادهٔ ۸ ژوئیهٔ ۱۹۴۹) بازیکن فوتبال اهل بریتانیا است.
از باشگاه‌هایی که در آن بازی کرده‌است می‌توان به باشگاه فوتبال آرسنال، باشگاه فوتبال پورتسموث، و باشگاه فوتبال ردینگ اشاره کرد.